# برنت هبا
برنت هبا (بالإنجليزية: Brent Hobba)‏ مواليد 10 مارس 1982، هو لاعب كرة سلة أسترالي بدأ مسيرته الاحترافية في سنة 2005.